# Troglohyphantes hadzii
Troglohyphantes hadzii là một loài nhện trong họ Linyphiidae.
Loài này thuộc chi Troglohyphantes. Troglohyphantes hadzii được Josef Kratochvíl miêu tả năm 1934.